# Finanças internacionais
Finanças internacionais é um ramo da economia que estuda a dinâmicas das taxas de câmbio, investimento externo e a forma como isso afeta o comércio internacional. Estuda também projetos internacionais, investimento e fluxos internacionais de capitais, e défices de comércio.
Inclui também o estudo de futuros, opções e swaps de moeda. As finanças internacionais são um ramo da economia internacional.
Teorias importantes de finanças internacionais incluem o modelo Mundell-Fleming , a teoria da área de moeda óptima, e a teoria da paridade de poder de compra. Enquanto que a teoria do comércio internacional recorre sobretudo a métodos e teorias da microeconomia, a teoria das finanças internacionais recorre predominantemente a métodos e conceitos da macroeconomia .  